# Senostoma setigerum
Senostoma setigerum är en tvåvingeart som först beskrevs av Malloch 1930.  Senostoma setigerum ingår i släktet Senostoma och familjen parasitflugor. Inga underarter finns listade i Catalogue of Life.